# William Gregory
William George Gregory, detto Borneo (14 maggio 1957), è un ex astronauta statunitense.
Ha partecipato alla missione STS-67 dello Space Shuttle in qualità di pilota.